# Walking and Talking
Walking and Talking (bra: Amigas Curtindo Adoidado) é um filme de amigos de produção independente estadunidense, do gênero comédia dramática de 1996 escrito e dirigido por Nicole Holofcener e estrelado por Catherine Keener, Anne Heche, Todd Field, Liev Schreiber e Kevin Corrigan. O filme é notável por ser a primeira colaboração entre Holofcener e Keener.
O filme é o #47 na lista dos 'Top 50 Filmes de Todos os Tempos' da Entertainment Weekly.
A trilha sonora do filme inclui músicas de Billy Bragg, Yo La Tengo, Liz Phair e The Sea and Cake.

## Sinopse
Amelia (Catherine Keener) e Laura (Anne Heche) são as melhores amigas de infância. Amelia fica vulnerável quando Laura e seu namorado Frank (Todd Field) ficam noivos. Ela começa a namorar Bill (Kevin Corrigan), o funcionário local da locadora de vídeo que ela frequenta. Embora ela inicialmente se afaste da aparência dele e de sua obsessão por filmes de ficção científica e terror, ela começa a se sentir atraída por ele quando descobre que ele está trabalhando em um roteiro sobre a vida de Colette. Os dois fazem sexo, no entanto, enquanto Amelia está no banheiro, ela recebe uma ligação de Laura perguntando como foi seu encontro com "o cara feio". Magoado depois de ouvir isso, ele sai abruptamente.
Enquanto isso, desde que ficou noiva, Laura, uma terapeuta, começou a fantasiar sobre um de seus pacientes. Ela também permite que o garçom da cafeteria local flerte com ela e começa a brigar com o noivo.
Amelia fica obcecada por Bill depois de dormir com ele, mas rapidamente fica magoada e com raiva, como ele nunca a chama. Ela pergunta ao amigo e ex-namorado Andrew (Liev Schreiber) por que eles terminaram e ele confessa que ela dá muita importância aos namorados. Depois de duas semanas, Amelia finalmente vai à locadora de vídeo enquanto Bill é educado, mas distante em relação a ela. Ele a persegue e diz que ouviu da mensagem de Laura que ela o chamava de feio.
Amelia, Laura e Frank vão para o chalé dos pais de Amelia, onde Laura e Frank planejam se casar. Enquanto lá, Laura e Frank brigam, fazendo com que Frank saia no meio da noite. Amelia recebe telefonemas obscenos e liga para Andrew, fazendo-o pegar o trem para protegê-la. Depois que Andrew atende o telefone, o interlocutor deixa de telefonar para Amelia e Andrew conversarem, ficarem bêbados, conversar sobre o relacionamento anterior e depois nadarem juntos.
Laura e Frank vão a um jantar onde esperam se reconciliar. Frank dá a Laura sua biópsia em uma caixa de presente, pois a última briga envolveu a raiva dela por ele não ter verificado isso por um médico. Laura acha o presente nojento e sai sem fazer as pazes com ele.
Enquanto isso, Amelia vai ver Bill na locadora onde ela descobre que ele está namorando sua ex. Ela vai para casa, onde ela e Andrew jantam juntos e ele explica como ele terminou com uma garota com quem estava fazendo sexo por telefone. Ele então beija Amelia e os dois dormem juntos e ela lhe dá as calças de couro pretas que ela comprou como presente de Natal que nunca lhe deu desde que terminaram antes do Natal.
Apesar de não ter se reconciliado com Frank, Laura continua planejando seu casamento. Depois de irem ver Amelia depois de uma reunião desastrosa com uma maquiadora de casamento, os dois acabam brigando enquanto Amelia acusa Laura de abandonar sua amizade. As duas finalmente se sentam para se reconectar e Amelia diz a Laura sobre se reconectar com Andrew antes de pedir que ela faça as pazes com Frank. Laura leva seu conselho a sério.
Laura se reconecta com Frank. No dia do casamento, ela permite que Amelia faça a maquiagem e o cabelo como eles haviam planejado originalmente. Laura diz a Amelia que acredita que ela e Andrew vão conseguir. Os dois partem para ir à cerimônia de mãos dadas.[carece de fontes?]

## Elenco
- Catherine Keener como Amelia
- Anne Heche como Laura
- Todd Field como Frank
- Liev Schreiber como Andrew
- Kevin Corrigan como Bill
- Randall Batinkoff como Peter
- Vincent Pastore como paciente de Laura
- Joseph Siravo como terapeuta de Amelia
- Allison Janney como Gum Puller

## Produção
Holofcener levou seis anos para fazer o filme, pois ela era diretora pela primeira vez e a maioria do filme simplesmente envolvia conversas entre os desconhecidos protagonistas.
Nicole Holofcener viu Catherine Keener no filme Johnny Suede no Festival Sundance de Cinema quando fez um curta-metragem no festival, e simplesmente se apaixonou por ela como atriz. Holofcener encontrou Keener em uma academia e conseguiu alguém para apresentá-la a ela. A diretora de elenco entregou seu roteiro ao agente dela e almoçaram em um restaurante que durou horas.

## Recepção
Rotten Tomatoes dá ao filme uma pontuação de 88% com base em críticas de 24 críticos.